# 圣让德勒贝维利耶
圣让德勒贝维利耶（法語：Saint-Jean-de-Rebervilliers，法語發音：[sɛ̃ ʒɑ̃ də ʁəbɛʁvilje]）是法国厄尔-卢瓦省的一个市镇，属于德勒区。

## 地理
圣让德勒贝维利耶（48°36'41"N, 1°15'3"E）面积11.03 平方千米，位于法国中央-卢瓦尔河谷大区厄尔-卢瓦省，该省份为法国北部内陆省份，北起顺时针与厄尔省、伊夫林省、埃松省、卢瓦雷省、卢瓦-谢尔省、萨尔特省和奧恩省接壤。
与圣让德勒贝维利耶接壤的市镇（或旧市镇、城区）包括：圣索沃尔-马尔维尔、方丹莱里布、索尔尼耶尔。

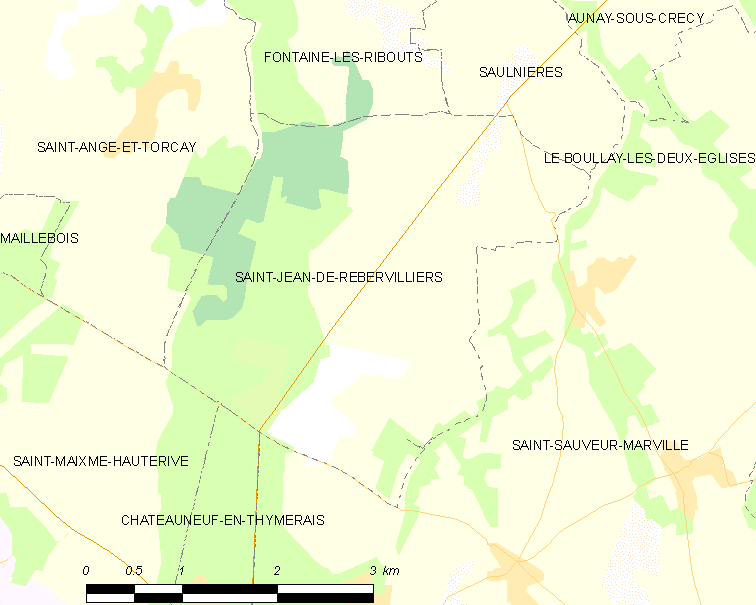
圣让德勒贝维利耶的OSM定位图

圣让德勒贝维利耶的时区为UTC+01:00、UTC+02:00（夏令时）。

## 行政
圣让德勒贝维利耶的邮政编码为28170，INSEE市镇编码为28341。

## 政治
圣让德勒贝维利耶所属的省级选区为圣吕班德容什雷县。

## 人口

1962-2008年间圣让德勒贝维利耶人口变化图示

圣让德勒贝维利耶于2022年1月1日时的人口数量为243人。